# 普通图书馆学
普通图书馆学是研究图书馆学基本问题和图书馆事业基础理论的分支学科。他的研究内容包括图书馆哲学、图书馆和图书馆学的性质、研究对象和研究内容、图书馆事业的性质、结构、职能、管理体制和建设原理，以及图书馆在社会中的地位与作用等基础问题。此外，图书事业史和图书馆学发展史也属于普通图书馆学的研究范畴。

## 图书馆学的研究对象

### 整理说
整理说是最早的关于图书馆学研究对象的学说。
在西方，德国图书馆学家马丁·施莱廷格是整理说的奠基人。1808年，施莱廷格在他出版的《试用图书馆学教科书大全》中提出：“图书馆学是符合图书馆目的的整理方面所必要的一切命题的总和”。据此，他认为，图书馆学研究的对象是“图书馆整理”，其主体内容是图书的配备和图书目录的编制。在中国，从图书馆以及带有图书馆性质的藏书楼出现以来，图书馆工作的核心也一直是图书整理尤其是图书目录的编制。

### 技术说
技术说产生于19世纪初。1820年，德国图书馆学家弗里德里希·阿道夫·艾伯特（Friedrich Adolf Ebert, 1791-1834）出版了《图书馆员的教育》；1829年，丹麦人莫尔贝希（Christian Moltbech, 1783-1857）出版了《论公共图书馆》，进一步发展了艾伯特理论，构成了在此后一个世纪内都作为西方图书馆学主流理论的艾伯特-莫尔贝希图书馆学体系。该体系的核心是“图书馆学应研究图书馆工作中的实际技术”，图书馆学是“图书馆员执行图书馆工作任务时所需要的一切知识和技巧的总和”。
20世纪后，由于技术环节在图书馆工作流程中地位的提高，出现了重技术轻理论的“实用派图书馆学”，其代表人物是美国图书馆学家杜威（Melvil Dewey）。他在《杜威十进制图书分类法 》第一版导言中称，他不追求什么理论上的完整体系，而只是从实用的观点出发来设法解决实际问题，并进一步宣称：“在图书馆学研究领域内，无论在任何问题上，哲学上理论的正确性都应让位给实际的应用”。

### 管理说
管理说是在技术说基础上发展而来的关于图书馆学研究对象的理论。
管理说的早期代表是英国不列颠博物院图书馆馆长帕尼兹（Anthony Panizzi, 1797-1879）和英国曼彻斯特公共图书馆馆长爱德华兹（Edward Edwards, 1812-1886）。他们在重视文献整理（即编目）的基础上，提高了文献利用（即阅览和流通）工作在图书馆工作体系中的地位，认为图书馆学的研究对象应该是图书馆工作管理体系，即在文献采购-编目-流通这一工作流程的内部管理。
进入20世纪，管理说的研究重点转移到了现代管理理论在图书馆内部管理中的应用问题，但其核心并无变化。1920年代到30年代，中国图书馆学研究对于图书馆学研究对象的探讨中，占主流地位的也是有关图书馆管理的观点。